# Green Manor
Green Manor ist eine belgische Krimi-Comicserie, die von dem Zeichner Denis Bodart, im Semi-Funny-Stil, nach den Texten von Fabien Vehlmann, für das belgische Traditionsmagazin Spirou entwickelt wurde. Die Kolorierung stammt von Scarlett Smulkowski, die u. a. auch den von Michel Rouge gezeichneten dritten Band von Marshal Blueberry koloriert hat.

## Editionshistorie
Die Serie wurde am 11. November 1998 in der Ausgabe 3161 von Spirou erstmals veröffentlicht, die erste deutsche Veröffentlichung erfolgte im Magazin ZACK in der Ausgabe 44 (Februar 2003). Die Kurzgeschichten wurden nach ihrem Vorabdruck im Magazin zunächst in drei Alben zusammengefasst (dt. in der ZACK Edition des Mosaik Steinchen für Steinchen Verlags), wobei sie jeweils mit einer Rahmenhandlung versehen wurden. Später erschien eine Gesamtausgabe, deren deutsche Fassung im Januar 2016 im Piredda Verlag erschien. Diese ist keine 1:1-Übernahme der französischen Gesamtausgabe von 2011, sondern enthält – als international einzige Ausgabe – zwei weitere Green-Manor-Kurzgeschichten, die in Spirou erst nach Erscheinen der französischen Gesamtausgabe veröffentlicht wurden. Darüber hinaus erschien das erste Album auch als kleinformatiges Heft zum Gratis Comic Tag 2011.

## Inhalt
Die makaber-ironische Serie besteht ausschließlich aus Kurzgeschichten, die sich allesamt um das Thema „Das perfekte Verbrechen“ drehen. Dreh- und Angelpunkt der Geschichten und sowohl übergreifendes wie serienstiftendes Element bildet dabei der titelgebende englische Herren-Club Green Manor, in dem die Geschichten erzählt werden.
In der Serie Green Manor werden nach den Worten des Übersetzers der Serie ins Deutsche, Martin Surmann, „Verbrechen, Perversitäten und eine gehörige Portion Humor auf eine außergewöhnliche Weise zusammengemischt.“ Der namengebende Green Manor sei ein „Club der oberen Londoner Gesellschaft gegen Ende des 19. Jahrhunderts, in der Atmosphäre von Sherlock Holmes und Jack the Ripper.“

## Rezeption
Für die belgische Rundfunkanstalt RTBF urteilte Denis Marc 2012, die in der französischsprachigen Gesamtausgabe enthaltenen 16 Geschichten seien „kleine Juwelen schwarzen Humors und mit ‚Old English Style‘-Atmosphäre. Es wird voll und ganz der Kontrast ausgespielt zwischen der scheinbar ‚guten Gesellschaft‘ Englands und dem Bodensatz der Stadt [London], so dass klar wird, dass die Sitten der beiden schlussendlich gar nicht so unterschiedlich sind.“
Und Christian Endres vom Berliner Tagesspiegel lobte 2016 nach dem Erscheinen der deutschen Übersetzung der Gesamtausgabe neben der „überzeugenden historischen Atmosphäre“ und dem „schönen, detailreichen Artwork“ der „gut konstruierten Kurzgeschichten“ vor allem deren „hervorragende Pointen“.
Zu Denis Bodarts Zeichnungen schreibt Barbara Ebenhoch auf ihrer Web-Seite Emma’s Comicworld: „Die gedeckten, in braunen Farbtönen gehaltenen Bilder von Denis Bodart erzeugen eine heimeliche, trügerische Gemütlichkeit, die den Leser beinah an den gerissenen, heimtückischen Charakteren der Beteiligten zweifeln lassen.“

## Auszeichnungen
Auf dem Festival International de la Bande Dessinée d’Angoulême 2002 war Green Manor in der Endauswahl für den Preis des besten Szenarios. Auf dem Festival Lucca Comics & Games im toskanischen Lucca gewann Green Manor 2016 den Preis für die beste Comic-Kurzgeschichte (fumetto breve).

## Buchausgaben
- Band 1: Assassins et gentlemen (= Green Manor. Band 1). Dupuis, Marcinelle (Belgien) 2001, ISBN 978-2-8001-3137-5 (französisch).
  - Gentlemen en moordenaars. Dupuis, Charleroi 2001, ISBN 978-90-314-2327-9 (niederländisch).
  - Mörder und Gentlemen. Mosaik Steinchen für Steinchen Verlag, Berlin 2006, ISBN 978-3-932667-52-7 (übersetzt von Martin Surmann).
  - Assassins and gentlemen. Cinebook, Canterbury (Kent) 2008, ISBN 978-1-905460-53-3 (englisch, übersetzt von Elaine Kemp).

- Band 2: De l'inconvénient d'être mort (= Green Manor. Band 2). Dupuis, Paris 2002, ISBN 978-2-8001-3233-4 (französisch).
  - Dood zijn heeft weinig om het lijf. Dupuis, Charleroi 2002, ISBN 978-90-314-2405-4 (niederländisch).
  - Wer tot ist, hat weniger vom Leben. Mosaik Steinchen für Steinchen Verlag, Berlin 2007, ISBN 978-3-937649-95-5 (übersetzt von Martin Surmann).
  - The Inconvenience of Being Dead. Cinebook, Canterbury (Kent) 2008, ISBN 978-1-905460-64-9 (englisch, übersetzt von Luke Spear).

- Band 3: Fantaisies meurtrières (= Green Manor. Band 3). Dupuis, Marcinelle (Belgien) 2005, ISBN 978-2-8001-3598-4 (französisch).
  - Unheilvolle Gedanken. Mosaik Steinchen für Steinchen Verlag, Berlin 2007, ISBN 978-3-937649-58-0 (übersetzt von Martin Surmann).

- Gesamtausgabe: Green Manor : 16 Charmantes historiettes criminelles. Dupuis, Marcinelle (Belgien) 2010, ISBN 978-2-8001-4770-3 (französisch).
  - Green Manor : 18 entzückende Kriminalgeschichten. Piredda, Berlin 2016, ISBN 978-3-941279-52-0 (übersetzt von Martin Surmann).
  - Green Manor : 16 luchtige Misdaatkroniekjes. Ballon, Antwerpen 2011, ISBN 978-90-6334-856-4 (niederländisch).
  - Green Manor : 16 affascinanti novelle criminali. Bao Publishing, Mailand 2015, ISBN 978-88-6543-491-8 (italienisch, übersetzt von G. Scatizzi).
  - Green Manor : 16 encantadoras historietas criminales. Dibbuks, Madrid 2011, ISBN 978-84-92902-58-3 (spanisch, übersetzt von Lorenzo Félix Díaz Buendía).
  - Green Manor. Fibra, Zagreb 2016, ISBN 978-953-321-242-5 (kroatisch, übersetzt von Leni Bastaić und Darko Macan).